# Umweltanalyse
Die Umweltanalyse (engl. environmental analysis) analysiert das Umfeld einer Einheit oder Organisation nach verschiedenen Kriterien. Im strategischen Management, Marketing, Finanzmanagement etc. werden verschiedene Schwerpunkte für die Umweltanalyse gesetzt.

## Hintergrund
Die Umweltanalyse greift sowohl Informationen auf, die strukturiert, d. h. methodisch und absichtlich gesucht wurden, als auch unstrukturiert erfasste Informationen (also Information, die sich einer der Analysierenden z. B. erlesen hat). Weil aber vollständige Information praktisch unmöglich ist, kommt es somit zu einer Subjektivierung der Analyse. Diese Subjektivierung führt auch dazu, dass die Methoden als environmental scanning (Abtasten der Umwelt) bezeichnet werden, da dieser Ausdruck weniger präzise ist.
Der Subjektivierung wirkt man im Allgemeinen entgegen, indem Teams die Analysen vornehmen. Bei der Auswahl der Teams gelten die üblichen Regeln der breiten Basis und der offenen Aufgabenstellung. Die Teammitglieder tragen dann – meist schematisch – Faktoren zusammen, die auf das zu untersuchende Objekt (Person, Unternehmen, Organisation, Land etc.) einwirken. Man unterscheidet sog. starke Signale (engl. strong signals), die leicht erkennbar sind, von den schwachen Signalen (engl. weak signals), die nicht so offensichtlich sind. Den stärksten und am klarsten erkennbaren Einfluss auf zukünftige Entwicklungen haben selbstverständlich die starken Signale. Da diese aber so leicht zu erkennen sind, können konkurrierende Analysten diese Signale ähnlich leicht erkennen und sich entsprechend positionieren. Vorteile für eine Seite in einer Konkurrenzsituation kann man nur dann erzielen, wenn man in der Lage ist, auch schwache Signale zu erkennen und diese später in Aktion umsetzen zu können. Manche Autoren, z. B. J. F. Aguilar oder Michael E. Porter schlagen deshalb detaillierte Beobachtungssysteme für Unternehmen vor, die der Konkurrenzanalyse dienen sollen. Ob solche Systeme wirken oder ob die Kosten für den Unterhalt den Nutzen übertreffen, wurde bisher nicht untersucht.
In der Betriebswirtschaftslehre sind verschiedene Analyseinstrumente üblich. Darunter darf man sich aber keine exakte Messung wie mit physikalischen Messinstrumenten vorstellen, sondern eine – meist von einzelnen Autoren oder Gruppen vorgeschlagene Methode, die von einer Gruppe innerhalb des Wissenszweiges verwendet wird. Typische Vertreter sind:

## 3-Umwelten-Modell
Das 3-Umwelten Modell, (engl. three environments; Stapleton et al.) unterteilt die Umwelt einer Organisation in:

### Interne Umwelt
Der inneren Umwelt (engl. internal environment) werden nicht nur die Einzelfaktoren, sondern auch die Prozesse und Fertigkeiten zugewiesen, die aus den Einzelfaktoren erst die Befähigung zum Funktionieren erzeugen. Die innere Umwelt steht unter der (anscheinenden) Kontrolle des Managements.

### Nahe Umwelt
Die nahe Umwelt (engl. near environment / specific environment), auch Mikroumwelt genannt, umfasst die Kunden, Lieferanten und direkte Konkurrenten. Diese können nicht kontrolliert werden, sondern beeinflusst. Auf diese Umwelt sind die meisten Marketing-Aktivitäten einer Organisation konzentriert. Ein typisches Verfahren zur Analyse dieser „Nahen Umwelt“ ist die Stakeholder-Analyse.

### Ferne Umwelt
Die ferne Umwelt (engl. far environment / general environment) oder Makroumwelt fasst all die Faktoren zusammen, die nicht von einer Organisation kontrolliert oder beeinflusst werden können. Man bezeichnet diese Faktoren häufig mit STEP oder STEEP (siehe STEP-Analyse). Einige Wirtschaftszweige versuchen die Beeinflussung der fernen Umwelt, insbesondere der politischen Faktoren, durch Lobbyismus, aber für die meisten ist die beste Hoffnung, diese Faktoren zu verstehen und vorherzusehen.

## Kotlers Vier Ebenen
Aus der Sicht des Marketings identifizierte P. Kotler vier Umwelt-Ebenen um eine Organisation.

### Aufgaben-Umwelt
Die Aufgaben-Umwelt ist charakterisiert durch die wichtigsten Stakeholder in der Leistungserstellung einer Organisation, also Lieferanten, Vertriebskanäle und Endkunden.

### Konkurrenz-Umwelt
Die Konkurrenten einer Organisation, sowohl die direkten, als auch diejenigen, die um benötigte Ressourcen konkurrieren und so die Verfügbarkeit beschränken.
Die sogenannte Umweltanalyse ist eine diskrete und exakte Analyse der Umwelt. Sie ist dafür bestimmt die Umwelt zu analysieren.

### Makro-Umwelt
In der Makro-Umwelt sieht Kotler die STEP-Umwelt im weitesten Sinne auch mit Erweiterungen.
Aufgaben- und Konkurrenzumwelt können durch Porters Branchenstrukturanalyse detailliert beschrieben werden. Öffentlichkeit wird nur teilweise durch STEP-Analyse oder Erweiterungen dergleichen abgedeckt, während die Makro-Umwelt weitestgehend durch die STEP-Analyse abgedeckt wird. Diese Aufteilung eignet sich besonders gut für Marketing-Aufgaben.

## Stakeholder-Analyse
Unter einer Stakeholder-Analyse versteht man eine Ermittlung der Interessenträger (engl. stakeholder) einer Sache, sowie die Art und Weise der Beziehung. In Projekten heißt sie dann auch Projektumfeldanalyse. Amitai Etzioni benennt drei Gründe, warum ein Stakeholder an einer Organisation interessiert ist. Dies sind:
1. Zwang: Die so Beeinflussten sind gezwungen, Ressourcen zu der Organisation beizutragen; Beispiele sind die Arbeitsgruppen in Gefängnissen oder Wehrpflichtige, aber auch der größte Teil der Steuerzahler eines Staates.
2. beiderseitig nutzende Transaktion: die Teilnehmer in der Transaktion erhalten eine physische Belohnung für die Transaktion, beispielsweise Mitarbeiter, Management, Kunden, Lieferanten usw.
3. Identifikation: Der Stakeholder identifiziert sich mit dem was er/sie sich unter den Werten, Normen oder Glauben der Organisation vorstellen, Beispiele sind Wikipedia, Religionen, Hilfsorganisationen, Staaten usw.

Stakeholder werden häufig nach dem Stakeholder-Diagramm zusammengefasst, wo die Liste der Stakeholder grafisch um die im Zentrum liegende Organisation gruppiert werden. Typische Stakeholder eines Unternehmens sind:
- Lieferanten
- Kunden
- Mitarbeiter
- Management
- Eigentümer

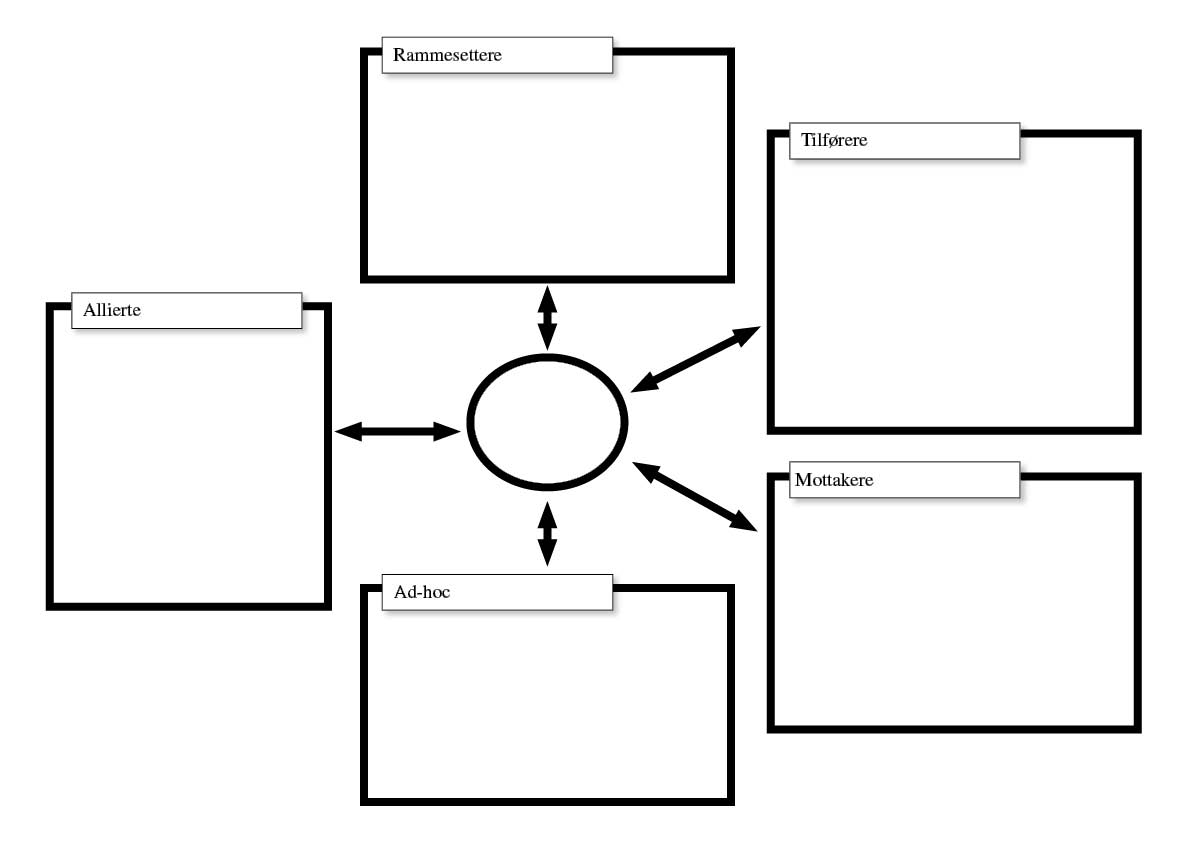
Grafische Stakeholder-Analyse

- Regierung (städtisch, Landes-, Bundes)
- Behörden (Finanzamt, Aufsichtsbehörden)
- Konkurrenten
- uvam.

In der Analyse werden diese nach Notwendigkeit zusammen mit der Art der Beziehung (sofern diese nicht sowieso klar ist) aufgeführt.
Andere Darstellungsformen und Instrumente der Stakeholderanalyse sind beispielsweise tabellarische Darstellungen, Bubble Charts, die Stakeholder Identity Matrix Card, Einflussfaktoren als Netzgrafik oder Schichtenmodelle.

## STEP-Analyse
STEP-Analyse nach dem englischen Akronym Sociological, Technological, Economical and Political Change (weniger schmeichelhaft auch bekannt als PEST) ist ein Umweltanalysemodell, dessen Ergebnisse z. B. in eine SWOT-Analyse einfließen können. Die STEP-Analyse listet die Faktoren der einzelnen Kategorien auf, die einen Einfluss auf die untersuchte Einheit haben können:
- Soziologische Faktoren; z. B. Werte, Lebensstil, demographische Einflüsse
- Technologische Faktoren; z. B. Forschung, neue Produkte und Prozesse
- Ökonomische Faktoren; z. B. Wirtschaftswachstum, Inflation, Zinsen
- Politische Faktoren; z. B. Wettbewerbsaufsicht, Gesetzgebung, politische Parteien

Fahey & Narayanan betonen die wechselseitige Abhängigkeit der Faktoren, wo eine Änderung in einem Gebiet (oft) auch zu Veränderungen in anderen Bereichen führt. Auch ist es wesentlich, nicht nur Faktoren aufzulisten, sondern die treibenden Kräfte zu identifizieren, die die Veränderung herbeiführen. Dabei ist es weniger wichtig, in welcher Kategorie ein Einfluss auftaucht, sondern das Vorhandensein des Faktors ist wichtig.
STEEP ist die Erweiterung der STEP-Faktoren um den Faktor Environment, d. h. Umwelt. Es handelt sich dabei um Werte wie das Ozonloch, die globale Erwärmung oder auf Unternehmensebene auch Müllentsorgung oder die Beseitigung von Altlasten. Fügt man den Faktor Legal hinzu, der sich besonders auf rechtliche Aspekte konzentriert, erhält man eine weitere Erweiterung namens PESTLE.

## Branchenstrukturanalyse

Fünf-Kräfte-Modell nach Michael Porter

Die Branchenstrukturanalyse (Porter's five forces) nach Michael E. Porter ist in einem eigenen Artikel beschrieben und ist deshalb hier kurz gehalten. Die Branchenstrukturanalyse untersucht das strategische Umfeld eines Unternehmens nach 5 Wettbewerbskräften:
- Das Konkurrenzverhalten innerhalb einer Branche
- Die Bedrohung, dass neue Mitbewerber in den Wettbewerb eintreten
- Die Verhandlungsmacht der Kunden
- Die Verhandlungsmacht der Lieferanten
- Die Bedrohung, dass das Produkt der Branche substituiert wird

## Strategische Umwelt nach Boston Consulting Group
Die Boston Consulting Group (BCG) hat eine Matrix zur Analyse der strategischen Umwelt von Industrien ausgearbeitet. Anders als bei Michael Porter (siehe Branchenstrukturanalyse) wird dabei nicht auf die Marktstrukturen eingegangen, sondern die Märkte werden in einem zweidimensionalen Modell nach den Kriterien Größe eines strategischen Vorteils (groß oder klein) und Anzahl der strategischen Vorteile (wenige/viele) in vier Kategorien eingeteilt.
| BCG-Modell der strategischen Umwelt | BCG-Modell der strategischen Umwelt | Ausmaß des strategischen Vorteils                                                   | Ausmaß des strategischen Vorteils                                                     |
| BCG-Modell der strategischen Umwelt | BCG-Modell der strategischen Umwelt | klein                                                                               | groß                                                                                  |
| ----------------------------------- | ----------------------------------- | ----------------------------------------------------------------------------------- | ------------------------------------------------------------------------------------- |
| Anzahl der strategischen Vorteile   | viele                               | Fragmentiert Bekleidungsindustrie, Baugewerbe (Privat), Schmuck-Vertrieb, Sägewerke | Spezialisierung Pharmazeutika, Luxus-Fahrzeuge, Schokoladenspezialitäten              |
| Anzahl der strategischen Vorteile   | wenige                              | Patt Massenpapiere, Reedereien, Wholesale Banking                                   | Masse Jet-Triebwerke, Lebensmittel-Supermärkte, Motorräder, einfache Mikroprozessoren |

### Masse
Masse-Geschäfte sind die Bereiche, wo es wenige Quellen von Vorteilen gibt, aber mit erheblichem Abstand, häufig mit Skalenvorteilen.

### Patt
Patt-Umwelten sind gekennzeichnet durch wenige Vorteile und kleinen Abstand. Die Umwelt ist deshalb sehr konkurrenzbetont, viele Unternehmen konkurrieren mit ähnlichen Strategien, ohne dass irgendjemand in der Lage ist, einen wesentlichen Vorsprung zu erzielen. Das ist das Ergebnis von weitverbreiteten Ressourcen und Fertigkeiten zum Ausführen dieser Strategien. Meist handelt es sich um Produzenten von Massengütern. Es wird als wesentlich bezeichnet, Patt-Situationen zu erkennen und die Branche frühzeitig zu verlassen. Einmal in der Branche erfordert dies kostenbewusste Unternehmenskulturen, niedrige Gemeinkosten und effiziente Operationen.

### Fragmentiert
Fragmentierte Umwelten kennen eine Unzahl von Vorteilen, aber nur mit geringem Abstand. Bei geringer Markentreue, diffuser Technologie und geringen Skalenerträgen werden normalerweise stark differenzierte Waren angeboten. Vorteile können durch niedrige Kosten durch effiziente Produktion, Auswahl von attraktiven Marktnischen, schnelle Reaktion auf Veränderungen und neue Formen der Differenzierung erreicht werden. Erfolgreiche Unternehmen sind häufig Neugründungen, Franchising das Mittel der Wahl, wenn Größenvorteile mit der Flexibilität und Dezentralität vereint werden sollen. Alternativ kann man versuchen, fragmentierte Branchen in eine Spezialisierungs- oder Volumen-Umwelt zu verändern, wie es McDonald’s mit der Fast-Food-Branche erreichte. Heute versucht sich Starbucks (Kaffee) in einem anderen Markt an einer ähnlichen Strategie.

### Spezialisierung
Spezialisierte Umwelten bieten viele Möglichkeiten großer Vorteile. Die Kunden haben eine Vielzahl von unterschiedlichen Bedürfnissen, wo frühe strategische Anpassung hohe Markentreue zur Folge hat, Skalenerträge und hohe spezifische Kosten mit der Erfüllung von Nischenbedürfnissen verbunden sind, wodurch breite Angebote sich keinen Vorteil verschaffen können. Im Prinzip tut jedes Unternehmen etwas anderes, daher ist die Konkurrenz nur indirekt. Konkurrenzstreben richtet sich auf Produktentwicklung, -design und Markenwerbung, nicht auf den Preis.